# 스파이 명월
《스파이 명월》은 2011년 7월 11일부터 2011년 9월 6일까지 방영된 KBS 월화 미니시리즈이다.

## 개요
조선민주주의인민공화국에서 '한류 단속반'이란 가상의 부서에서 첩보요원으로 일하던 스파이 한명월이 한류스타 강우와 3개월 안에 결혼하여 북으로 데려오라는 지령을 받고 위장잠입을 하면서 벌어지는 로맨스 코미디다. 킬러와 타깃으로 만난 두 남녀가 이리저리 부대끼다 결국 사랑에 빠진다는 다소 뻔한 내용이지만, 그간 다른 드라마에서 딱딱한 첩보물로만 그려오던 남북관계를 유쾌발랄한 로코물로 풀어냈다.

## 등장 인물

### 주요 인물
- 한예슬 : 한명월 역 - 한류단속반 요원
- 에릭 : 강우 역 (아역 손현석) - 한류스타
- 이진욱 : 최류 역 - 스파이, 전 특수공작대 소좌
- 장희진 : 주인아 역 - 억대의 호텔 상속녀

### 명월의 주변 인물
- 유지인 : 리순옥(50대 후반) 역 - 고정 스파이
- 조형기 : 한희복(50대 중반) 역 - 고정 스파이
- 이켠 : 이대강(20대 초반) 역 - 흥신소 직원

### 강우의 주변 인물
- 박현숙 : 경제인(40대 후반) 역 - 기획사 대표
- 신승환 : 방극봉(20대 중반) 역 - 강우의 매니저 (특별출연)
- 손은서 : 유다해(24세) 역 - NSA 직원
- 이병준 : 유정식(50대 초반) 역 - NSA 요원, 다혜의 아버지
- 이지훈 : 곽기태(30대 중반) 역 - NSA 사무 요원
- 차승준 : 장한수(30대 중반) 역 - NSA 사무 요원

### 인아의 주변 인물
- 이덕화 : 주회장(60대 후반) 역 - 갤럭시 호텔 회장, 인아의 할아버지

### 류의 주변 인물
- 김하균 : 김영탁(50대 초반) 역 - 북한 고위간부
- 정다혜 : 김은주(10대) 역 - 영탁의 딸

### 그 외 인물
- 김가영 : 주경주 역
- 문시혁
- 이재욱
- 최대성
- 최제헌

### 특별출연
- 민송아 : 리포터 역
- 박태원 : 라디오 DJ 역
- 김성오 : 강우를 추적하는 형사 역
- 양재희 : 다방 아가씨 역
- 케이윌 : 선배 가수 역
- 손민지 : 여고생 역
- X-5 : 어린 강우의 연습생 선배 역

## 연장 및 연속 방송
- 2011년 8월 11일 : 스파이 명월의 방영 분량이 16부작에서 2회 연장되어 18부작으로 변경.확정되었다.[1]
- 2011년 9월 6일 : 밤 10시부터 2회 연속방송 (17회, 18회)

## OST

### 곡 목록
| #   | 제목                            | 작사   | 작곡   | 가수            | 재생 시간 |
| --- | ------------------------------- | ------ | ------ | --------------- | --------- |
| 1.  | 〈사랑이 무서워〉 (Title)       | 조은희 | 신인수 | 바비 킴         |           |
| 2.  | 〈세상 그 누구보다〉            |        |        | 박정현          |           |
| 3.  | 〈더 사랑한다면〉               |        |        | 려욱            |           |
| 4.  | 〈사랑할 수 있을 때〉           |        |        | 바비 킴, 길학미 |           |
| 5.  | 〈이 느낌〉                     |        |        | Various Artists |           |
| 6.  | 〈스파이 명월〉 (Main Theme)    |        |        | Various Artists |           |
| 7.  | 〈하루〉                        |        |        | Various Artists |           |
| 8.  | 〈사랑할 수 있을 때〉 ((Inst.)) |        |        | Various Artists |           |
| 9.  | 〈더 사랑한다면〉 ((Inst.))     |        |        | Various Artists |           |
| 10. | 〈세상 그 누구보다〉 ((Inst.))  |        |        | Various Artists |           |
| 11. | 〈사랑이 무서워〉 ((Inst.))     |        |        | Various Artists |           |

## 논란과 결방

### 발단
- 대히트를 예언했지만 첫 방송부터 맥락없는 보여주기식 전개가 도마 위에 올랐고, 이후에는 개연성없는 전개와 한예슬의 어색한 북한말투 등이 연이어 문제되며, 결국 한자릿수 시청률로 참패했다.
- 뿐만 아니라 촬영 내내 7일 동안 3회분을 촬영하는 살인적인 스케줄이 계속되자, 극의 타이틀 역할을 맡고있던 한예슬이 촬영을 거부하고, 돌연 미국으로 떠났다가 하루만에 돌아와 공식적인 사과를 하는 촌극이 벌어졌다.

### 과정
- 2011년 8월 14일 한명월 역의 한예슬은 KBS 드라마 《스파이 명월》 11회 방송분 촬영을 예고없이 불참하는 사건이 벌어졌다. 한예슬은 제작진과의 녹화 일정 등을 놓고 갈등을 빚은 것으로 알려졌다. 최초 소속사는 한예슬이 몸상태가 좋지 않아 곧 참여할 것이라는 답변을 내놓았다.[2]
- 한예슬은 촬영 당일에도 연락이 닿지 않아, 제작진은 한예슬이 안나오는 부분만 촬영하고 있으나 결방이 불가피했다.[3]
- 한예슬과 직접 연락이 닿지 않아 '한예슬이 PD교체를 요구했다'는 등의 알 수 없는 소문이 나돌기도 했다.
- KBS 드라마본부와 제작사들은 긴급 회의를 가지고 비상대기하면서 대책을 논의했다.
- 한예슬은 2011년 8월 12일에도 오전 6시 30분으로 예정된 《스파이 명월》 녹화에 9시간 늦은 오후 3시 30분께 나타난 적이 있고 KBS 드라마본부 PD와 갈등이 있어왔다.[4]
- 결국 8월 15일 11회는 결방되고 그동안의 내용을 모아놓은 《스파이 명월 스페셜》로 대체됐다.[5] 한편 미국으로 떠났다는 소문이 나돌기도 했으나 드라마 제작사는 사실이 아니라고 부인했다.[6]
- 이 일로 인해 한예슬은 이덕화에게 불구대천이 되었다.
- 당초 16부작 미니시리즈로 가닥을 잡았다가, 작품의 완성도를 높이기 위해서, 18부작 미니시리즈로 수정한 바 있다.

## 시청률
최저 시청률과 최고 시청률은 시청률 조사회사와 지역별로 시청률에 차이가 있을 수 있습니다.
| 2011년      | 2011년      | 2011년         | 2011년       | 2011년         | 2011년       |
| 회차        | 방송일      | TNmS 시청률    | TNmS 시청률  | AGB 시청률     | AGB 시청률   |
| 회차        | 방송일      | 대한민국(전국) | 서울(수도권) | 대한민국(전국) | 서울(수도권) |
| ----------- | ----------- | -------------- | ------------ | -------------- | ------------ |
| 제1회       | 7월 11일    | 9.6%           | 10.6%        | 9.6%           | 10.1%        |
| 제2회       | 7월 12일    | 7.6%           | 7.8%         | 8.3%           | 8.6%         |
| 제3회       | 7월 18일    | 5.9%           | 6.3%         | 6.7%           | 7.5%         |
| 제4회       | 7월 19일    | 6.4%           | 7.3%         | 5.9%           | 6.2%         |
| 제5회       | 7월 25일    | 8.3%           | 10.0%        | 8.4%           | 9.2%         |
| 제6회       | 7월 26일    | 7.6%           | 8.7%         | 7.9%           | 8.7%         |
| 제7회       | 8월 1일     | 6.8%           | 7.3%         | 7.2%           | 8.4%         |
| 제8회       | 8월 2일     | 7.3%           | 8.4%         | 7.2%           | 7.8%         |
| 제9회       | 8월 8일     | 6.8%           | 7.8%         | 6.9%           | 7.1%         |
| 제10회      | 8월 9일     | 8.1%           | 10.1%        | 6.9%           | 8.2%         |
| 스페셜1     | 8월 15일    | 5.6%           | 6.8%         | 5.3%           | 6.8%         |
| 제11회      | 8월 16일    | 5.9%           | 6.8%         | 6.9%           | 7.4%         |
| 제12회      | 8월 22일    | 5.8%           | 7.7%         | 6.3%           | 7.2%         |
| 제13회      | 8월 23일    | 6.6%           | 7.8%         | 6.8%           | 7.6%         |
| 제14회      | 8월 29일    | 5.3%           | 6.5%         | 5.6%           | 6.7%         |
| 제15회      | 8월 30일    | 6.3%           | 7.4%         | 5.9%           | 6.7%         |
| 제16회      | 9월 5일     | 5.6%           | 6.5%         | 4.9%           | 5.1%         |
| 제17회      | 9월 6일     | 6.1%           | 7.9%         | 6.4%           | 7.9%         |
| 제18회      | 9월 6일     | 6.0%           | 7.8%         | 5.2%           | 6.7%         |
| 평균 시청률 | 평균 시청률 | 6.7%           | 7.9%         | 6.8%           | 7.6%         |

## 경쟁 프로그램
- 미스 리플리 (MBC)
- 계백 (MBC)
- 무사 백동수 (SBS)